# Ephraim King Wilson (Politiker, 1821)

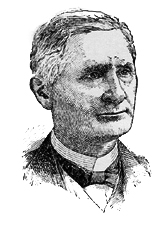
Ephraim King Wilson

Ephraim King Wilson (* 22. Dezember 1821 in Snow Hill, Worcester County, Maryland; † 24. Februar 1891 in Washington, D.C.) war ein US-amerikanischer Politiker (Demokratische Partei), der von 1873 bis 1875 im US-Repräsentantenhaus und dann von 1885 bis zu seinem Tod im US-Senat tätig war. Er war der Enkelsohn von John Gunby, einem Kriegshelden im Amerikanischen Unabhängigkeitskrieg, und Adoptivvater des zukünftigen Gouverneurs von Maryland, John Walter Smith.

## Privatleben
Wilson besuchte die Union Academy bei Snow Hill und die Washington Academy in Princess Anne, Maryland. Dann graduierte er 1840 am Jefferson College, wo er anschließend sechs Jahre lang unterrichtete. Er studierte Jura und wurde 1848 als Anwalt zugelassen. Anschließend begann er in Snow Hill zu praktizieren; jedoch musste er aufgrund gesundheitlicher Probleme 1867 seine Anwaltspraxis aufgeben und zog sich zur Erholung auf seine Farm zurück. Im nachfolgenden Jahr war er als Prüfer und Schatzmeister der Schulbehörde im Worcester County tätig. Später bekleidete er von 1878 bis 1884 das Amt des Richters im ersten Gerichtsbezirk von Maryland.

## Politische Laufbahn
Er entschied sich eine politische Laufbahn einzuschlagen, als er 1847 Mitglied des Abgeordnetenhauses von Maryland wurde. Danach war er 1852 Präsidentschaftswahlmann für die Demokraten. Ferner wurde er in den 43. US-Kongress gewählt, wo er den 1. Kongressdistrikt von Maryland vertrat. Wilson verblieb dort vom 4. März 1873 bis zum 3. März 1875. Er entschied sich 1874 gegen eine erneute Kandidatur für den US-Kongress. Zehn Jahre später wurde er in den US-Senat gewählt. Er trat seinen Posten am 4. März 1885 an und bekleidete ihn bis zu seinem Tod am 24. Februar 1891. Ende 1890 wurde er für eine zweite Amtsperiode wiedergewählt, die am 4. März 1891 beginnen sollte. Anschließend wurde er auf dem Makemie Presbyterian Churchyard in Snow Hill beigesetzt.